# Italo Pasquon
Italo Pasquon (Gardonne, 15 settembre 1927 – Milano, 16 maggio 2021) è stato un chimico italiano.

## Biografia
Allievo e collaboratore di Giulio Natta, fu docente al Politecnico di Milano, di cui divenne professore emerito. A lui si devono notevoli studi sul polipropilene isotattico e varie ricerche di chimica organica.